# Ulisses Aldrovandi

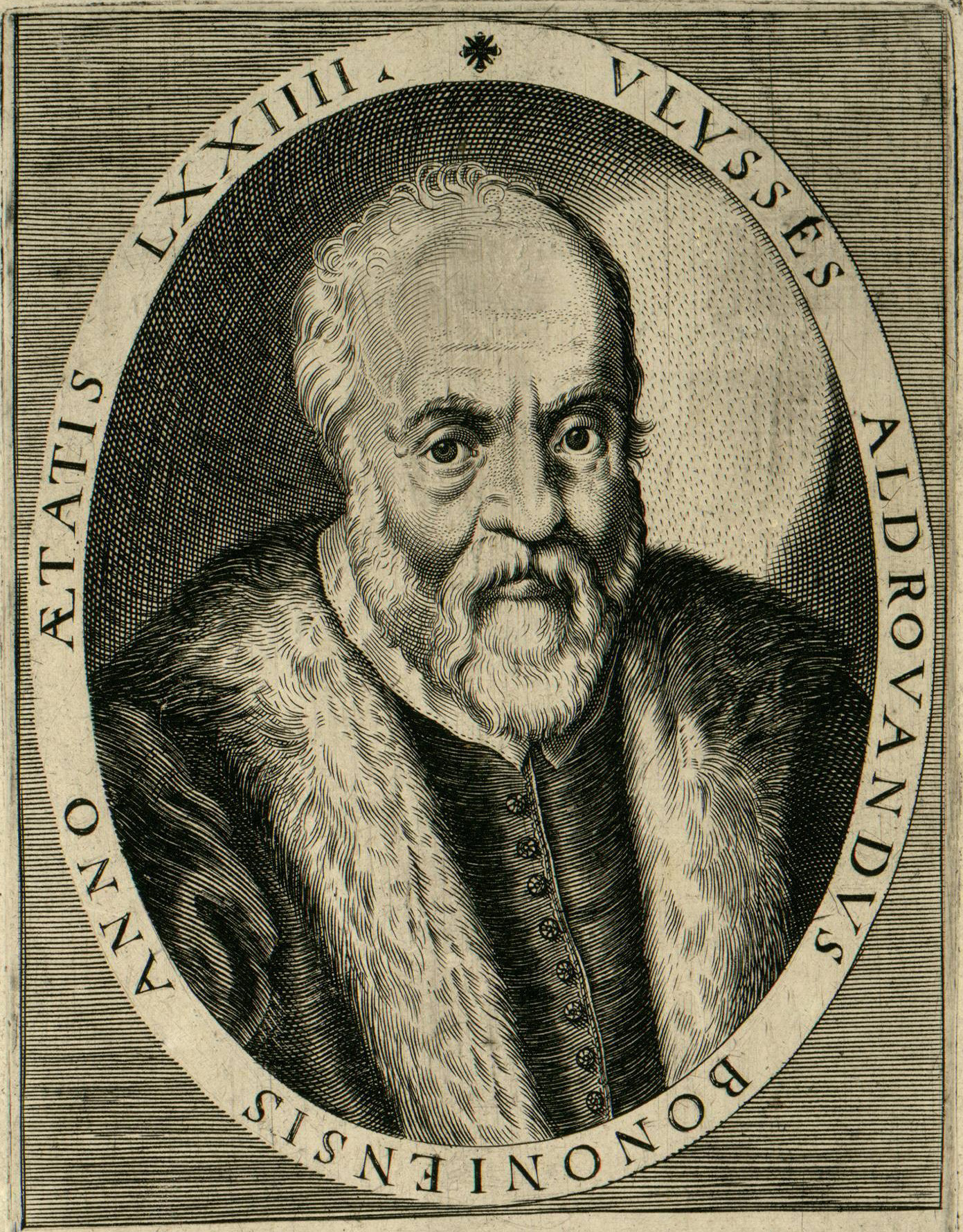
Ulisses Aldrovandi

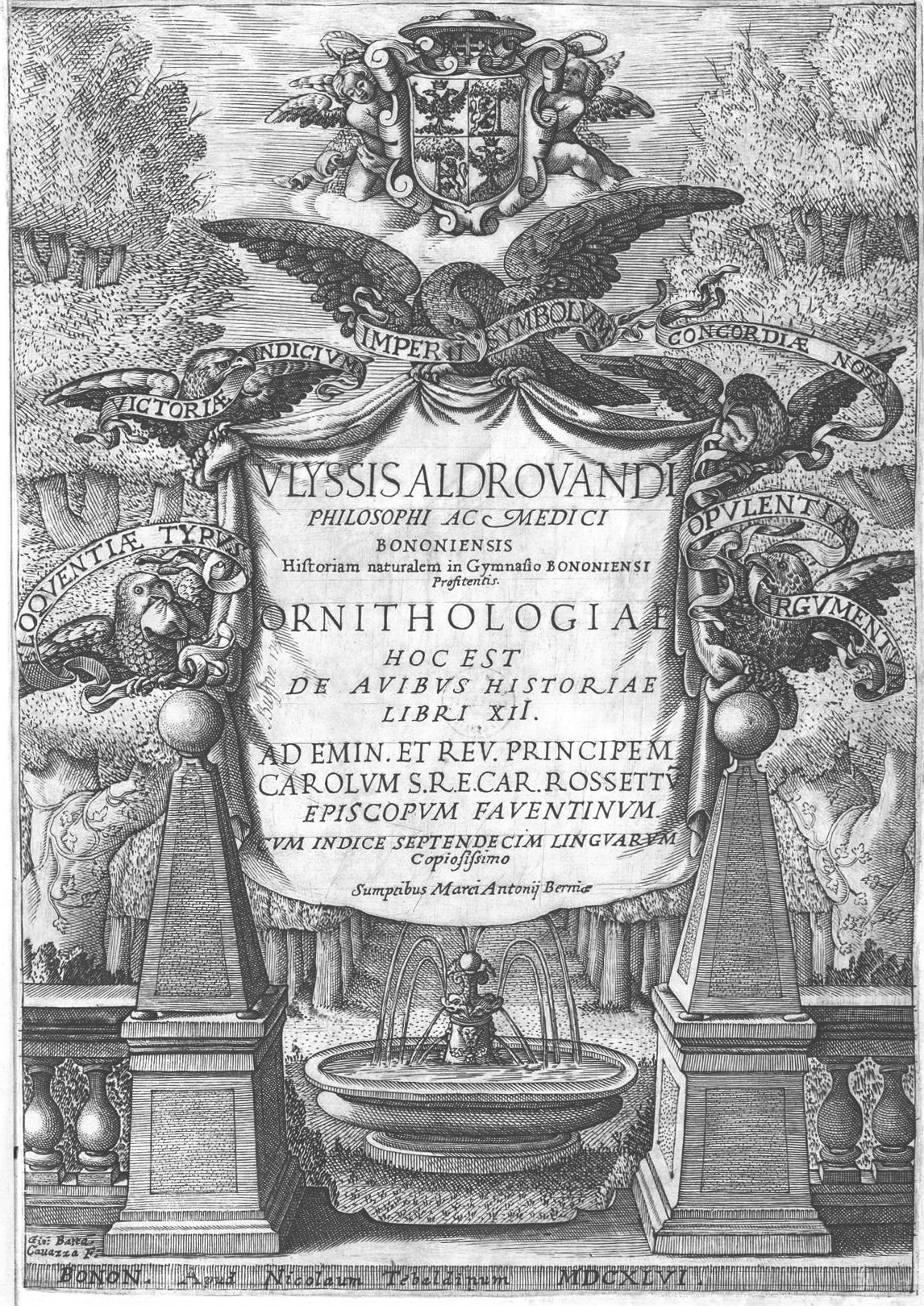
Strona tytułowa Ornitologiae, ... libri XII (wyd. 1646)

Ulisses Aldrovandi (ur. 11 września 1522 w Bolonii, zm. 4 maja 1605 tamże) – włoski humanista, lekarz i przyrodnik okresu renesansu.
Ukończył studia na Uniwersytecie Bolońskim w 1553 specjalizując się w medycynie. W 1554 został wykładowcą macierzystej uczelni, prowadząc zajęcia z filozofii i logiki. Ponieważ interesował się szczególnie przyrodą, to w 1561  zdołał doprowadzić do utworzenia pierwszej w Bolonii katedry filozofii przyrody, którą sam objął. Założył publiczny ogród botaniczny, którym w kolejnych latach kierował, a następnie także muzeum przyrodnicze, którego zbiory gromadził do końca życia. W 1574 został naczelnym lekarzem Bolonii.
W zakresie badań przyrodniczych był propagatorem badań empirycznych, opartych na własnych obserwacjach studiowanych obiektów, choć zdarzało mu się też opisywać obiekty, których nie widział (np. smoka). Takie podejście było główną przyczyną założenia muzeum, gdzie gromadził eksponaty przyrodnicze z całego świata celem ich dalszego analizowania. Celem pozyskania materiałów badawczych odbył parę ekspedycji naukowych po Włoszech zbierając rośliny, zwierzęta, skały i minerały. Zamawiał też wielkie ilości (w sumie 8 tys.) obrazów obiektów przyrodniczych, traktując te obrazy jako dokumentację naukową. Stworzył też zielnik gromadzący 7 tys. roślin.

## Główne dzieła wydane za życia Aldrovandiego[1]
- Ornithologiae, hoc est de avibus historiae libri XII (1599);
- Ornithologiae tomus alter (1600);
- De animalibus insectis libri septem, cum singulorum iconibus ad vivum expressis (1602);
- Ornithologiae tomus tertius, ac postremus (1603).

Po śmierci uczonego, władze Bolonii między 1605 a 1609 r. wydały własnym kosztem 9 innych tomów przyrodniczych autorstwa Aldrovandiego.

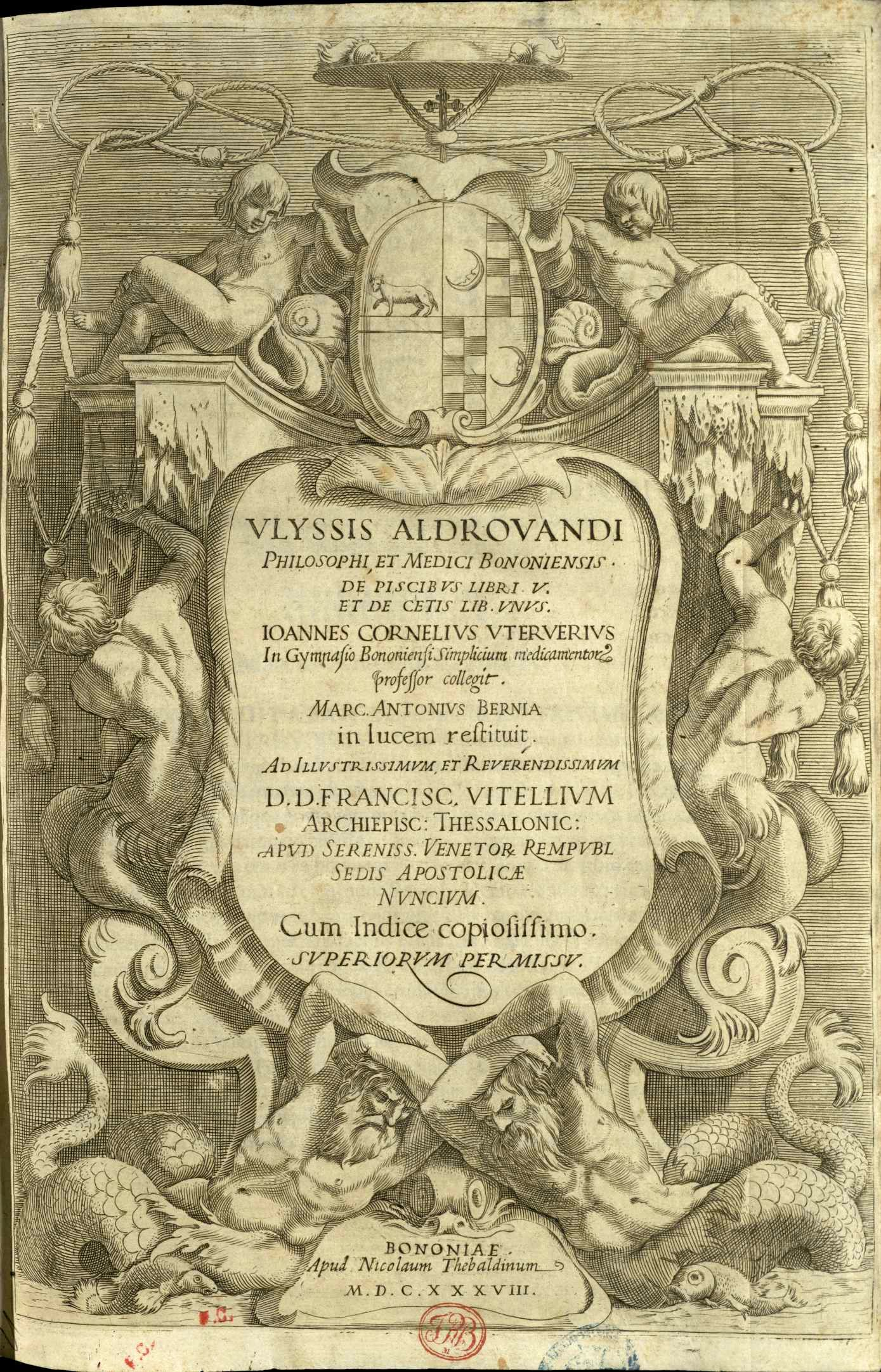
De piscibus, 1661